# Yuri Alberto
Yuri Alberto Monteiro da Silva (ur. 18 marca 2001 w São Paulo) – brazylijski piłkarz grający na pozycji napastnika w klubie Corinthians.

## Kariera reprezentacyjna
25 marca 2023 zadebiutował w reprezentacji Brazylii w towarzyskim meczu z Maroko. Na boisku spędził 5 minut.

## Sukcesy

### Brazylia U-17
- Mistrzostwa Ameryki Południowej U-17: 2017

### Zenit Petersburg
- Mistrz Rosji: 2022[3]